# Boos (Landy)
Boos – miejscowość i dawna gmina we Francji, w regionie Nowa Akwitania, w departamencie Landy. W 2013 roku populacja gminy wynosiła 386 mieszkańców. 
1 stycznia 2017 roku połączono dwie wcześniejsze gminy: Boos oraz Rion-des-Landes. Siedzibą nowej gminy została miejscowość Rion-des-Landes, a gmina przyjęła jej nazwę. 